# 福井市中藤小学校
福井市中藤小学校（ふくいし なかふじしょうがっこう）は、福井県福井市にある公立小学校。

## 学校周辺
- 福井市灯明寺中学校
- 福井市明新小学校

## アクセス
- 京福バス
  - 35 大学病院・中藤線「高柳神社前」下車。
  - 38 大和田エコライン「中藤小学校前」下車。

## 著名な卒業生
- 竹野伊織（競泳選手）